# Bos (Helen-Bos)
Bos is een dorp in de Vlaams-Brabantse gemeente Zoutleeuw en onderdeel van de deelgemeente Helen-Bos.
Bos is gelegen nabij de Grote Gete en de hoogte bedraagt ongeveer 30 meter.

## Bezienswaardigheden
- In Bos bevindt zich de Onze-Lieve-Vrouwekapel, feitelijk een kerkje.
- Ten zuiden van Bos, vlak ten westen van Zoutleeuw, vindt men de Bethaniakapel.

## Nabijgelegen kernen
Helen, Zoutleeuw, Budingen, Drieslinter